# 16599 Shorland
16599 Shorland è un asteroide della fascia principale. Scoperto nel 1993, presenta un'orbita caratterizzata da un semiasse maggiore pari a 2,8648761 UA e da un'eccentricità di 0,1984644, inclinata di 4,67054° rispetto all'eclittica.